# Ganei Tal
Ganei Tal (hebräisch גני טל) war eine jüdische Siedlung im Siedlungsblock Gusch Katif im südlichen Gazastreifen. Sie wurde 1979 gegründet und war hauptsächlich landwirtschaftlich ausgerichtet. Bis August 2005 lebten in ihr 70 Familien, etwa 400 Menschen.
In Ganei Tal wurden hauptsächlich in Treibhäusern vor allem Tomaten, Paprika, Mangos und Blumen – z. B. Geranien – gezüchtet. In der Landwirtschaft waren viele Menschen aus ostasiatischen Staaten, vor allem Thailand und Nepal und auch viele Palästinenser beschäftigt.
Ganei Tal befand sich in unmittelbarer Nähe zur palästinensischen Stadt Chan Yunis.
Im Rahmen des Rückzugs Israels aus dem Gazastreifen wurden Ganei Tal und die anderen jüdischen Siedlungen vollständig geräumt; die letzten jüdischen Siedler verließen Ganei Tal am 17. August 2005. Nach dem Abriss der Siedlung wurde das Gebiet den Palästinensern übergeben.